# Focus (Cynic-Album)
Focus ist das Debütalbum der US-amerikanischen Band Cynic. Es erschien im September 1993 bei Roadrunner Records.

## Musikstil
Das Album kombinierte Elemente des Fusionjazz mit solchen des Progressive Metal und des anspruchsvollen Death Metals und gilt somit als bahnbrechender Meilenstein des Technical Death Metals. Die Band hob sich damit von anderen Vertretern des Florida Death Metals wie etwa Death bzw. den ursprünglichen Bands der Cynic-Mitglieder, Monstrosity, Pestilence, Master und Atheist ab, die zwar ebenfalls technisch ausgefeiltes Songwriting aufwiesen, aber etwa im Gesang fast ausschließlich auf Growling setzten.
Cynic verwendeten als eine der ersten Bands der Extreme-Metal-Genres einen Wechselgesang zwischen Death-Metal-Growls und einer durch einen Vocoder-Effekt leicht verfremdeten klaren Stimme. Ein solcher Wechselgesang war etwa zuvor in innovativer Weise auf Fear Factorys Soul of a New Machine (1992) zu hören gewesen und wurde auch weiter von diesen verwendet. Auch andere Bands wie Depressive Age (Lying in Wait, 1993) griffen dieses Element zu dieser Zeit auf. Die Death-Growls wurden vom Keyboarder Tony Teagarden umgesetzt, da Sänger Paul Masvidal zu dieser Zeit Stimmprobleme hatte. Charakteristisch für den Klang des Albums ist auch der von Sean Malone gespielte Fretless Bass.

## Entstehung
Die Aufnahmen waren bereits 1991 bei Morrisound Recording im Anschluss an Deaths Human geplant gewesen, bei dem Paul Masvidal und Sean Reinert beteiligt gewesen waren. Sie waren aber wegen der Möglichkeit einer Tour mit Death verschoben worden. Durch die Zerstörung von Jason Gobels Haus durch Hurrikan Andrew gingen einige Aufnahmen verloren, wodurch der Studioaufenthalt erst im März 1993 beginnen konnte.

## Rezeption
Im Magazin Rock Hard nannte Markus Müller das Album „einzigartig“. Die Musiker schickten sich an „ihren alten Brötchengebern mit ihrem eigenen Projekt zu zeigen, was eine Harke ist“. Er vergab neun von zehn Punkten. In der Ausgabe erreichte das Album in den Redaktionscharts gemeinsam mit der Veröffentlichung von Rage nur den 22. Platz von 38 besprochenen Alben. Das Magazin nahm das Album auf dem 496. Platz in seine 500 Alben umfassende Bestenliste auf. Jenny Rönnebeck sprach ihm „Kultstatus“ zu, es trage auch aus heutiger Sicht (2007) noch avantgardistische Züge. Eduardo Rivadavia schrieb bei Allmusic.com: „Simply put, Focus remains a wholly original and widely respected release amongst the small progressive metal community, many of whom still regard it as the ultimate statement in the genre.“ Er vergab 4,5 von fünf Sternen.

## Titelliste
1. „Veil of Maya“ – 5:23
2. „Celestial Voyage“ – 3:40
3. „The Eagle Nature“ – 3:30
4. „Sentiment“ – 4:23
5. „I'm But a Wave to...“ – 5:30
6. „Uroboric Forms“ – 3:32
7. „Textures“ – 4:42
8. „How Could I“ – 5:29